# Лас-Касас-дель-Конде
Лас-Касас-дель-Конде (ісп. Las Casas del Conde) — муніципалітет в Іспанії, у складі автономної спільноти Кастилія-і-Леон, у провінції Саламанка. Населення — 64 особи (2010).
Муніципалітет розташований на відстані близько 200 км на захід від Мадрида, 60 км на південний захід від Саламанки.

## Демографія
Динаміка населення (INE ):

## Галерея зображень

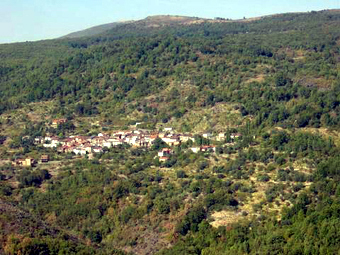
Панорама
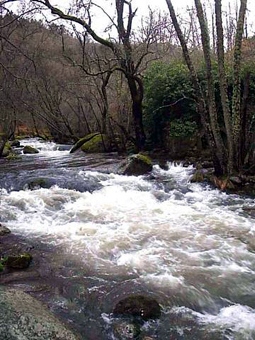
Річка Франсія

## Зовнішні посилання
- Провінційна рада Саламанки: індекс муніципалітетів [Архівовано 23 квітня 2009 у Wayback Machine.]
- Посилання на Google Maps